# Pleurota
Pleurota är ett släkte av fjärilar som beskrevs av Jacob Hübner 1825. Pleurota ingår i familjen praktmalar, (Oecophoridae).

## Bildgalleri

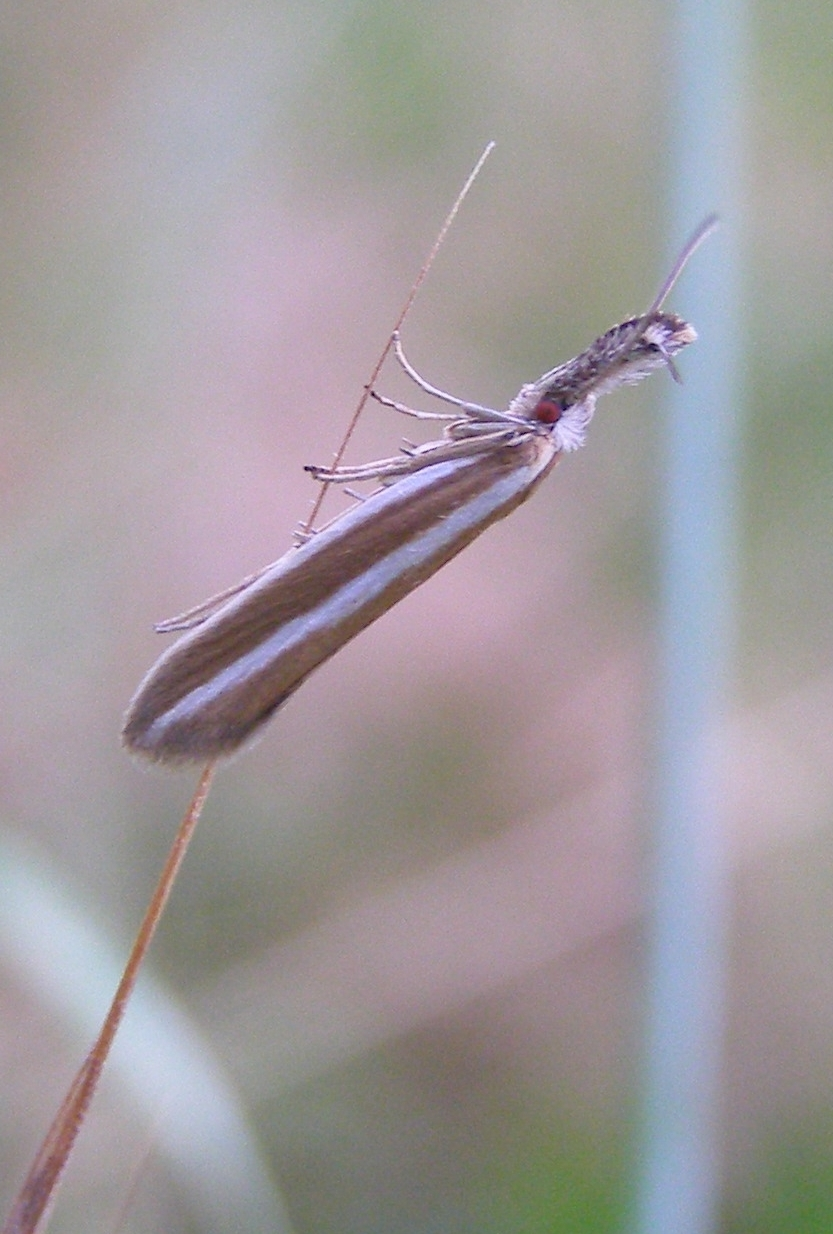
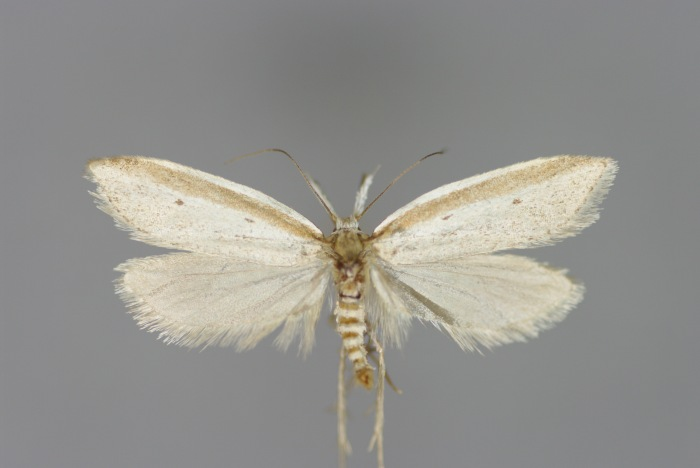
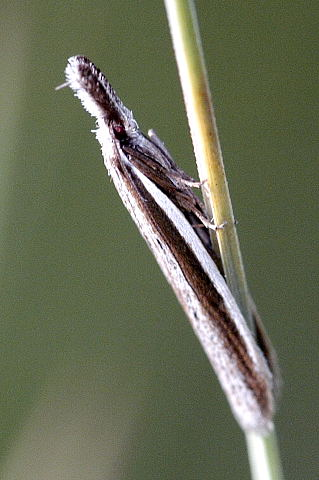
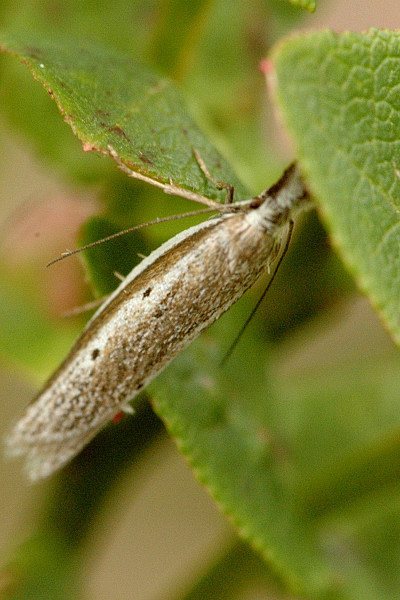
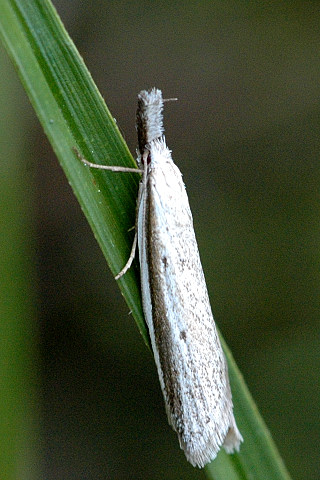
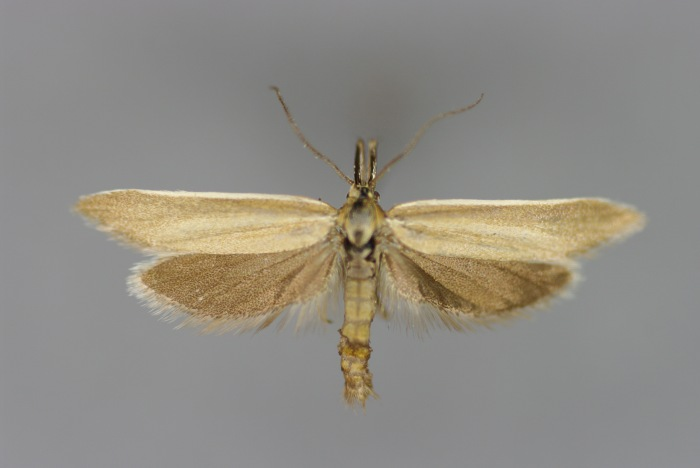

## Dottertaxa tillPleurota, i alfabetisk ordning[1][2]
- Pleurota acratopa
- Pleurota acutella
- Pleurota adscriptella
- Pleurota agastopis
- Pleurota albarracina
- Pleurota albastrigulella
- Pleurota albistrigulella
- Pleurota alexandrina
- Pleurota algeriella
- Pleurota amaniella
- Pleurota amaurodoxa
- Pleurota aorsella
- Pleurota aragonella
- Pleurota arduella
- Pleurota argentiferella
- Pleurota argentistrigella
- Pleurota argodonta
- Pleurota argoptera
- Pleurota aristella
- Pleurota aristidella
- Pleurota armeniella
- Pleurota aurata
- Pleurota berytella
- Palpljungmal Pleurota bicostella
- Pleurota bipunctella
- Pleurota bistriella
- Pleurota bitrabicella
- Pleurota breviella
- Pleurota brevispinella
- Pleurota brevivitella
- Pleurota brevivittella
- Pleurota caliginella
- Pleurota callizona
- Pleurota chalepensis
- Pleurota chlorochyta
- Pleurota chrysopepla
- Pleurota cnephaea
- Pleurota contignatella
- Pleurota contristatella
- Pleurota crassinervis
- Pleurota creticella
- Pleurota cumaniella
- Pleurota cyrniella
- Pleurota destrigella
- Pleurota dissimilella
- Pleurota drucella
- Pleurota elegans
- Pleurota endesma
- Pleurota epiclines
- Pleurota epitripta
- Pleurota ericella
- Pleurota eximia
- Pleurota filigerella
- Pleurota flavella
- Pleurota flavescens
- Pleurota forficella
- Pleurota galaticella
- Pleurota generosella
- Pleurota gigas
- Pleurota glitzella
- Pleurota goundafella
- Pleurota graeca
- Pleurota grisea
- Pleurota griseella
- Pleurota gypsina
- Pleurota gypsosema
- Pleurota hastiformis
- Pleurota hebetella
- Pleurota heydenreichiella
- Pleurota himantias
- Pleurota holoxesta
- Pleurota homaima
- Pleurota homalota
- Pleurota honorella
- Pleurota hoplophanes
- Pleurota huebneri
- Pleurota idalia
- Pleurota illucidella
- Pleurota imitatrix
- Pleurota indecorella
- Pleurota insignella
- Pleurota issicella
- Pleurota karmeliella
- Pleurota kerbelella
- Pleurota lacteola
- Pleurota largella
- Pleurota lepigrei
- Pleurota leucogramma
- Pleurota leucostephes
- Pleurota lineata
- Pleurota lomographa
- Pleurota luteella
- Pleurota macroscia
- Pleurota macrosella
- Pleurota macrosticha
- Pleurota majorella
- Pleurota margaritifera
- Pleurota marginella
- Pleurota maroccana
- Pleurota mauretanica
- Pleurota metricella
- Pleurota minimella
- Pleurota modestella
- Pleurota monostictella
- Pleurota monotonia
- Pleurota montalbella
- Pleurota monticolella
- Pleurota neotes
- Pleurota neurograpta
- Pleurota nitens
- Pleurota nobilella
- Pleurota obsoletella
- Pleurota obtusella
- Pleurota ochreostrigella
- Pleurota oranella
- Pleurota pallidella
- Pleurota peloxantha
- Pleurota pentapolitella
- Pleurota perisema
- Pleurota phormictis
- Pleurota photodotis
- Pleurota picea
- Pleurota placina
- Pleurota planella
- Pleurota platyrrhoa
- Pleurota pleurotella
- Pleurota protasella
- Pleurota proteella
- Pleurota protogramma
- Pleurota protosella
- Pleurota proxima
- Pleurota psammoxantha
- Pleurota psephena
- Pleurota punctella
- Pleurota pungitiella
- Pleurota pyropella
- Pleurota pyrosema
- Pleurota rostrella
- Pleurota salviella
- Pleurota schlaegeriella
- Pleurota scolopistis
- Pleurota sefrainella
- Pleurota semicanella
- Pleurota semophanes
- Pleurota sibirica
- Pleurota simplex
- Pleurota sobriella
- Pleurota sparella
- Pleurota staintoniella
- Pleurota stasiastica
- Pleurota stenodesma
- Pleurota sublustrella
- Pleurota submetricella
- Pleurota subpyropella
- Pleurota syriaca
- Pleurota syrtium
- Pleurota taepperi
- Pleurota teligerella
- Pleurota tenellula
- Pleurota tephrina
- Pleurota tesserapunctella
- Pleurota tetrargyra
- Pleurota themeropis
- Pleurota thiopepla
- Pleurota titanitis
- Pleurota trichomella
- Pleurota tristatella
- Pleurota tristictella
- Pleurota tristriga
- Pleurota tritosticta
- Pleurota tyrochroa
- Pleurota wiltshirei
- Pleurota vittalba
- Pleurota xiphochrysa
- Pleurota zalocoma